# Palazzina Tempesti
La palazzina Tempesti è un edificio situato in viale Mameli a Grosseto, in Toscana.

## Storia
La palazzina venne costruita nel 1913, su progetto di Corrado Andreini, come abitazione privata di Giuseppe Tempesti, direttore della succursale grossetana del Monte dei Paschi di Siena. L'edificio si inseriva nel più ampio quadro di progettazione urbana che prendeva le mosse dal piano regolatore cittadino del 1912, il primo realizzato nel comune, a firma dello stesso ingegnere Andreini, e che vedeva nel sobborgo di Porta Nuova la principale area di espansione; viale Mameli (allora viale della Stazione) si proponeva quindi come viale d'accesso al centro storico, e necessitava di architetture "di pregio" anche in funzione della sua rappresentatività.
Perdute le funzioni abitative nel secondo dopoguerra, è divenuta la sede dell'Acquedotto del Fiora.

## Descrizione

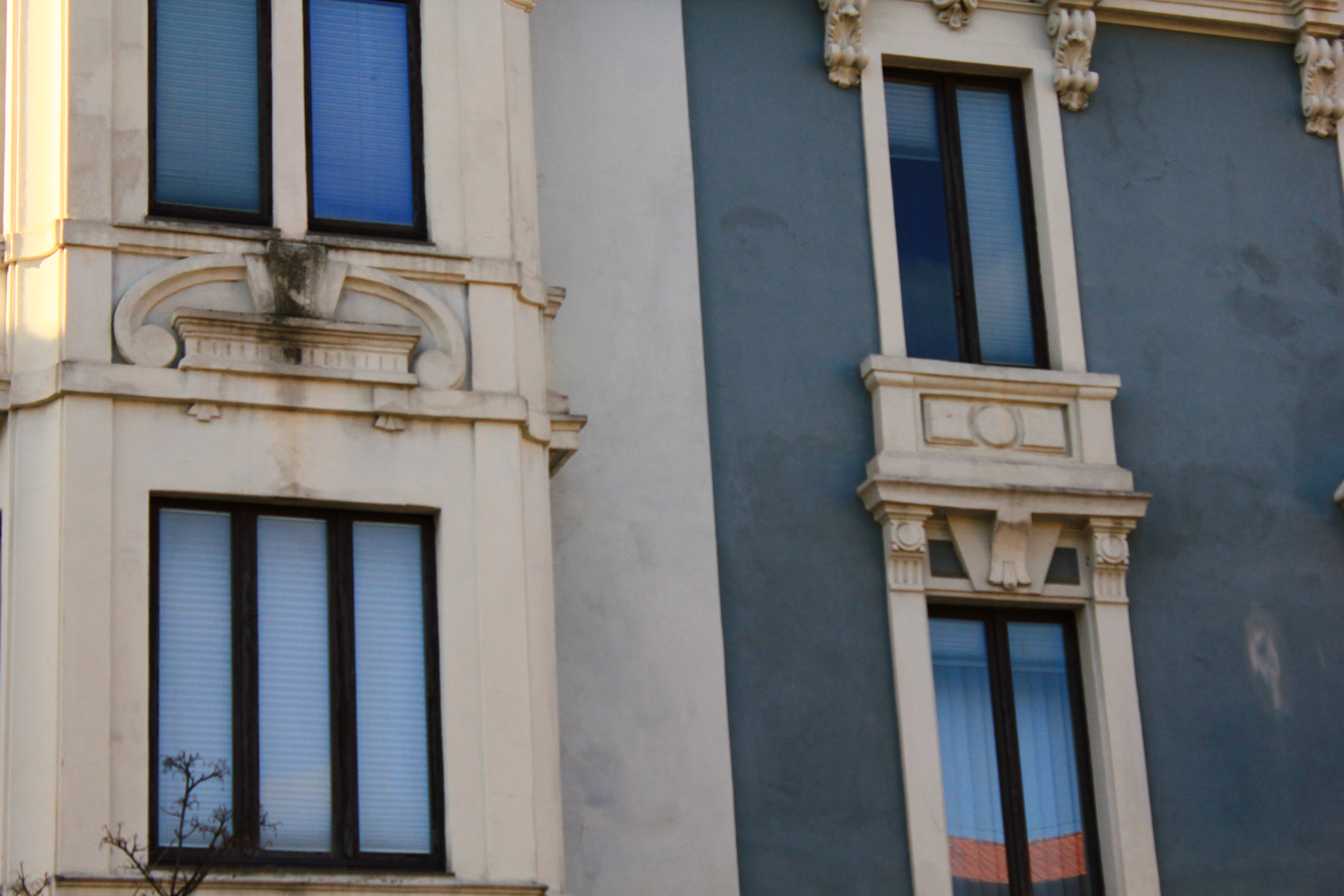
Particolare della facciata

### L'esterno
L'edificio dispone di quattro piani e possiede una pianta di forma rettangolare.
La facciata principale, che dà su viale Mameli, presenta elementi in stile Liberty e neoclassici, ed è rivestita in intonaco celeste. Il fronte del piano terra è decorato con fasce orizzontali a rilievo, ed è separato dal piano superiore da una cornice marcapiano; i tre piani superiori sono caratterizzati da una bicromia celeste-bianco dovuta alla contrapposizione dell'intonaco con le decorazioni in stucco a perimetro delle finestre. Sempre sulla facciata principale, emergono le due fasce laterali bovindo, che incastonano le finestre incorniciate e con timpano. Un marcapiano divide inoltre il secondo piano superiore dal piano nobile, mentre una serie di mensole in stile classico sorregge il cornicione.

### L'interno
L'interno, più volte rimaneggiato, conserva il salone d'ingresso con il soffitto decorato a motivi floreali, oltre che lo scalone con balaustra originaria.